# Marchetto da Padova
Marchetto da Padova, Marchettus de Padua (ur. około 1274 w Padwie, zm. po 1326) – włoski teoretyk muzyki okresu średniowiecza.

## Życiorys
Do roku 1308 przebywał w Padwie, gdzie w latach 1305–1307 pełnił funkcję maestro di canto w miejscowej katedrze. Później działał w Cesenie i Weronie. Przypuszcza się, że mógł być zakonnikiem, że wykładał na Uniwersytecie Padewskim oraz że działał na dworze Karola II i Roberta I w Neapolu, brak jednak jednoznacznego potwierdzenia tych domysłów. Przypisywane jest mu autorstwo trzech motetów.
Jest autorem dwóch traktatów teoretycznych napisanych na początku XIV wieku, Lucidarium in arte musicae planae i Pomerium artis musicae mensurabilis, a także mniejszego dziełka Brevis compilatio in arte musicae mensuratae, zawierającego streszczenie treści przedstawionych w Pomerium. Dzieła te stanowią wyczerpujące kompendia, ujmujące ówczesną włoską teorię muzyki. Lucidarium zawiera podstawowe informacje na temat muzyki i skal kościelnych, a także omówienie interwałów i konsonansów, w którym autor dokonał podziału całego tonu na pięć równych części. Pomerium jest natomiast traktatem poświęconym notacji menzuralnej, zawierającym omówienie znaków nutowych i pauz. Bogato ilustrowane przykładami muzycznymi traktaty Marchettusa cieszyły się w średniowieczu dużą popularnością, doczekały się licznych kopii oraz cytowań i komentarzy w pracach innych autorów.